# Zweedse Volkspartij in Finland

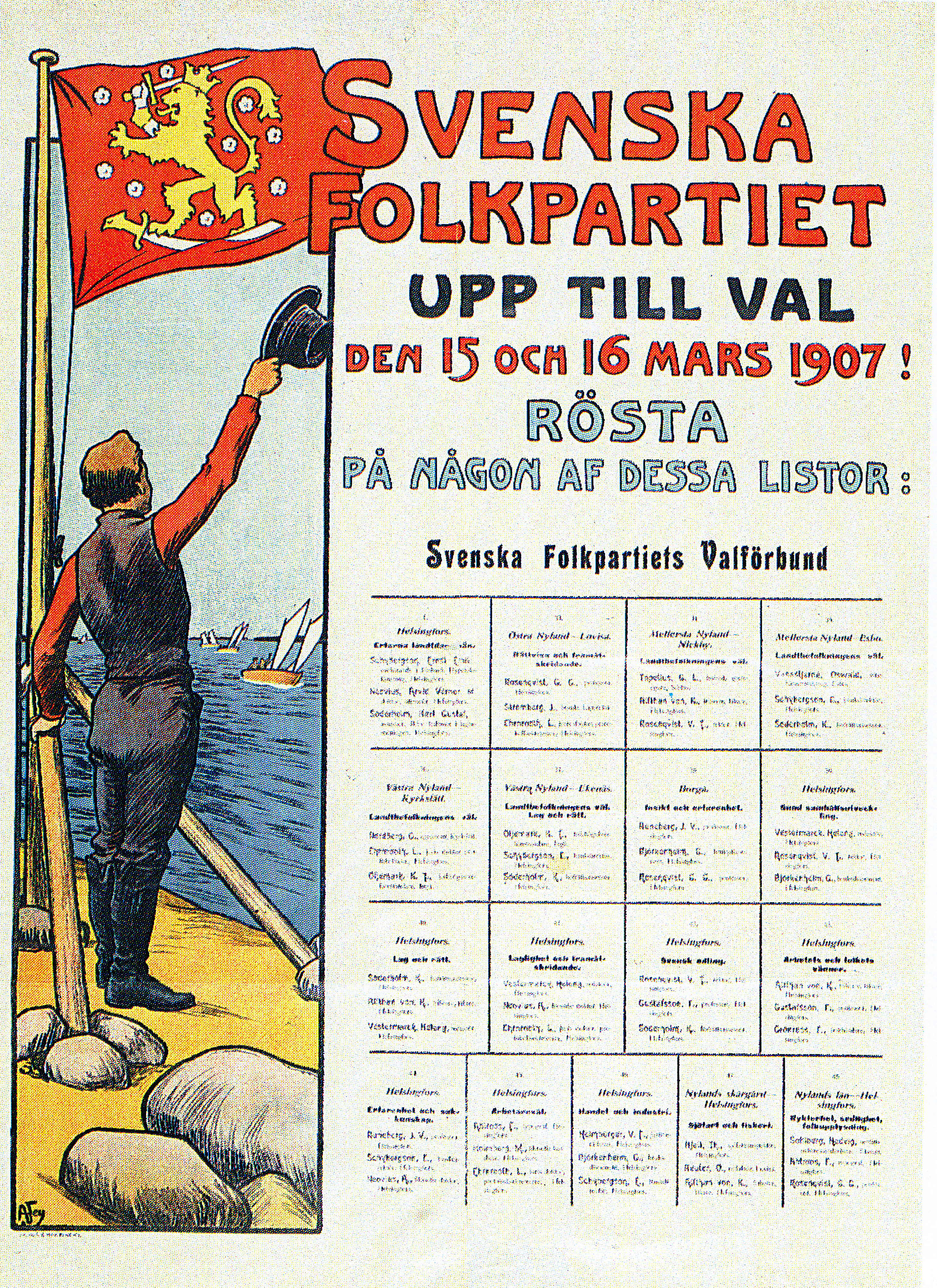
Verkiezingsaffiche voor de verkiezingen van 1907.

De verkiezingsuitslagen van 2011 op kaart. De districten waar de SFP de grootste partij is zijn lichtoranje ingekleurd. Deze districten bevinden zich voornamelijk in het zuidwesten en aan de kust.

De Zweedse Volkspartij in Finland (Zweeds: Svenska folkpartiet i Finland (SFP), Fins: Suomen ruotsalainen kansanpuolue (RKP)) is een liberale, Finse Zweedstalige politieke partij. De partij mikt hoofdzakelijk op de Zweedstalige minderheid in Finland.
Momenteel heeft de partij 9 zetels in het Finse parlement. Daarnaast heeft Åland een eigen zetel. De SFP en de vertegenwoordiger van deze Zweedstalige eilanden delen vaak dezelfde belangen en vormen in het parlement één fractie. Vandaag telt de SFP zo’n 30 000 leden. De partij heeft ook een vrouwen- en jeugdbeweging.

## Geschiedenis
De Zweedse Volkspartij is in 1906 opgericht door Axel Lille, wat de SFP tot een van de oudste van Finland maakt. In de geest van partijleider Lille, journalist en jurist, is er een brede volksbeweging nodig voor alle Zweedstalige Finnen, uit welke sociale klasse ze ook afkomstig zijn. Tussen 1870-1906 is er in Finland al een Zweedse Partij actief. Omstreeks 1880 houdt de liberale partij op te bestaan en engageren liberale politici zich binnen de Zweedse Partij.
Ondanks de kleine Zweedse minderheid hebben Zweedstalige politici vaak een belangrijke rol gespeeld in de Finse politiek. Bij de presidentsverkiezingen van 1994 moet SFP-kandidaat Elisabeth Rehn maar net de duimen leggen voor Martti Ahtisaari (de kandidaten halen respectievelijk 46,1 en 53,9%). De partij maakt ook het merendeel van de tijd deel uit van de regering. Sinds 1956 is de partij, de periode 1966-1968 uitgezonderd, steeds een coalitiepartner geweest in de Finse regering. In 1954 levert de partij zelfs even een interim-premier in de persoon van Ralf Johan Gustaf Törngren.
Sinds 2011 neemt de SFP deel aan het kabinet van Jyrki Katainen (Kok.) waarin ze twee ministerposten is toebedeeld. Huidig partijleider Carl Haglund is in voornoemd kabinet minister van Defensie, Anna-Maja Henrikson is minister van Justitie. De partij staat vrijwel open voor elk beleid, indien aan haar belangrijkste eis, de bescherming van de Zweedse taal, wordt tegemoetgekomen.
Recent probeert de SFP zich eerder als liberaal te profileren om ook buiten de Zweedstaligen om stemmen te winnen. In 2010 is aan de partijnaam daartoe i Finland ('in Finland') toegevoegd. Voortaan spreekt men van de Svenska folkpartiet i Finland.

## Electoraat en ideologie
De SFP draagt de bescherming van de Zweedstalige minderheid in Finland hoog in haar vaandel. In het bijzonder de positie van het Zweeds, als een van de officiële talen van Finland (naast het Fins), is een strijdpunt voor de partij. De partij rekent verschillende groepen onder haar electoraat. Zowel vissers en landbouwers uit Zweedstalige (kust)gebieden, milieubewust en naar links overhellende intellectuelen en liberalen vinden hun plaats binnen de Svenska folkpartiet. De partij trekt evenzeer linkse als rechtse kiezers aan.
Het electoraal potentieel van de SFP hangt grotendeels af van de grootte van de Zweedstalige minderheid in Finland en op Åland. In 1907 kreeg de partij nog 12% van de stemmen, een percentage dat na de Tweede Wereldoorlog terugviel tot ongeveer 7%. Bij de verkiezingen van 2011 haalde de SFP nog slechts 4,3% van de stemmen. De partij beschikte over zo’n 150 In steden en gemeenten met een Zweedstalige meerderheid was de SFP erg succesvol en in sommige gemeenten haalde de partij zelfs 100% van de stemmen. Volgens de partijwebsite stemt ongeveer 75% van alle Zweedstalige Finnen voor de SFP en krijgt de partij ook meer en meer stemmen van tweetaligen en kinderen uit gemengd Fins-Zweedse gezinnen.
De afnemende grootte van de Zweedstalige minderheid, betekent voor de SFP meteen een dalend aantal stemmen. Teneinde die evolutie te keren beklemtoont de partij recent haar liberale visie; ook al omdat er voor het ogenblik geen liberale partij actief is in Finland. De partij streeft naar individuele vrijheid en draagt de democratie “Noordse stijl” hoog in het vaandel. De SFP wil een goed ontwikkeld onderwijssysteem en ondersteunt het sociale zekerheidsstelsel. De partij is lid van internationale liberale bewegingen als Liberal International (LI) en de Partij van Europese Liberalen en Democraten (ELDR).

## Partijvoorzitters
- 1906-1917: Axel Lille
- 1917-1934: Eric von Rettig
- 1934-1945: Ernst von Born
- 1945-1955: Ralf Törngren
- 1955-1956: Ernst von Born
- 1956-1966: Lars Erik Taxell
- 1966-1973: Jan-Magnus Jansson
- 1973-1974: Kristian Gestrin
- 1974-1977: Carl Olof Tallgren
- 1977-1985: Pär Stenbäck
- 1985-1990: Christoffer Taxell
- 1990-1998: Ole Norrback
- 1998-2006: Jan-Erik Enestam
- 2006-2012: Stefan Wallin
- 2012-2016: Carl Haglund
- 2016-heden: Anna-Maja Henriksson

## Politici
- Gustav Björkstrand
- Leo Ehrnrooth
- Ragnar Granvik
- Carl-Olaf Homén
- Sven Högström
- Bertel Lindh
- Nils Meinander
- Torsten Nordström
- Axel Palmgren
- Hjalmar Procopé
- August Ramsay
- Henrik Ramsay
- Elisabeth Rehn
- Julius Stjernvall
- J.O. Söderhjelm
- Grels Teir
- Rolf Witting